# Verdana
Verdana es un tipo de letra de la familia Sans Serif de gran legibilidad, comisionada por Microsoft y diseñada por Matthew Carter.
Fue publicada en 1996 y se instala de manera predeterminada en todo sistema Macintosh y Windows. Dado que es parte del paquete de "Microsoft Core Fonts for the web" y que ha estado disponible para la descarga gratuita desde el sitio de Microsoft durante muchos años, muchas instalaciones de Linux y otros Unix también la utilizan.
A menudo se la considera un excelente tipo de letra para la lectura en la pantalla del monitor, para lo que fue concebida. Ya que se instala en la mayoría de las computadoras del mundo, resulta muy usual encontrarla referenciada en el texto principal de una página web.
Tahoma es un tipo de letra derivado de Verdana, también conocida como Verdana Narrow.[cita requerida]
Hay videojuegos que usan este tipo de letras. Los videojuegos más populares que usan esta letra son Half-Life 2 (se usa en los subtítulos en la rama Source SDK Base 2013) y Portal (la usa en el HUD y en los subtítulos desde su lanzamiento).